# جوایز موسیقی رادیو دیزنی
جوایز موسیقی رادیو دیزنی (به انگلیسی: Radio Disney Music Awards) مراسم جوایز سالانه‌ای است که توسط شبکهٔ رادیویی آمریکایی رادیو دیزنی اجرا و اداره می‌شود. در آغاز سال ۲۰۱۳، مراسم شروع به پخش تلویزیونی از شبکه دیزنی کرد.

## رویدادهای جوایز
| سال       | مکان                                               | اجراکنندگان |
| --------- | -------------------------------------------------- | --- |
| ۲۰۰۱      | ضیط صدا در استودیوهای رادیو دیزنی بربنک، کالیفرنیا | |
| ۲۰۰۲      | ضیط صدا در استودیوهای رادیو دیزنی بربنک، کالیفرنیا | |
| ۲۰۰۳      | ضیط صدا در استودیوهای رادیو دیزنی بربنک، کالیفرنیا | |
| ۲۰۰۴      | ضیط صدا در استودیوهای رادیو دیزنی بربنک، کالیفرنیا | |
| ۲۰۰۵      | ضیط صدا در استودیوهای رادیو دیزنی بربنک، کالیفرنیا | |
| ۲۰۰۶      | ضیط صدا در استودیوهای رادیو دیزنی بربنک، کالیفرنیا | |
| ۲۰۰۷      | ضیط صدا در استودیوهای رادیو دیزنی بربنک، کالیفرنیا | |
| ۲۰۰۸–۲۰۱۲ | مراسمی برگزار نشد                                  | مراسمی برگزار نشد |
| ۲۰۱۳      | تئاتر مایکروسافت لس آنجلس                          | - سلنا گومز - بریجیت مندلر - آستین ماهون - شر لوید - کودی سیمپسون - Mindless Behavior |
| ۲۰۱۴      | تئاتر مایکروسافت لس آنجلس                          | - آریانا گراندی - فیفت هارمونی - آستین ماهون - بکی جی - R5 - زندیا |
| ۲۰۱۵      | تئاتر مایکروسافت لس آنجلس                          | - فیفت هارمونی - شان مندس - نیک جوناس - ریچل پلیتن - ناتالی لا رز - توری کلی - Sheppard - بکی جی - R5 - سابرینا کارپنتر                                                                   |
| ۲۰۱۶      | تئاتر مایکروسافت لس آنجلس                          | - جاستین بیبر - آریانا گراندی - گوئن استفانی - فلو رایدا - دی‌ان‌سی‌ای - هیلی استاینفلد - سارا لارشن - Kelsea Ballerini - Daya - Jordan Smith - سابرینا کارپنتر - لورا مارانو - سوفیا کارسون |